# Kyritz (Krackow)
Kyritz ist ein Ortsteil der Gemeinde Krackow des Amtes Löcknitz-Penkun im Landkreis Vorpommern-Greifswald in Mecklenburg-Vorpommern.

## Geographie
Der Ort liegt einen Kilometer südöstlich von Lebehn und sechs Kilometer nordöstlich von Krackow. Er verfügt über eine eigene Gemarkung. Die Nachbarorte sind Schwennenz im Norden, Ladenthin im Osten, Pomellen im Südosten, Nadrensee im Süden, Hohenholz im Südwesten sowie Lebehn im Nordwesten.